# Tarmo Kõuts

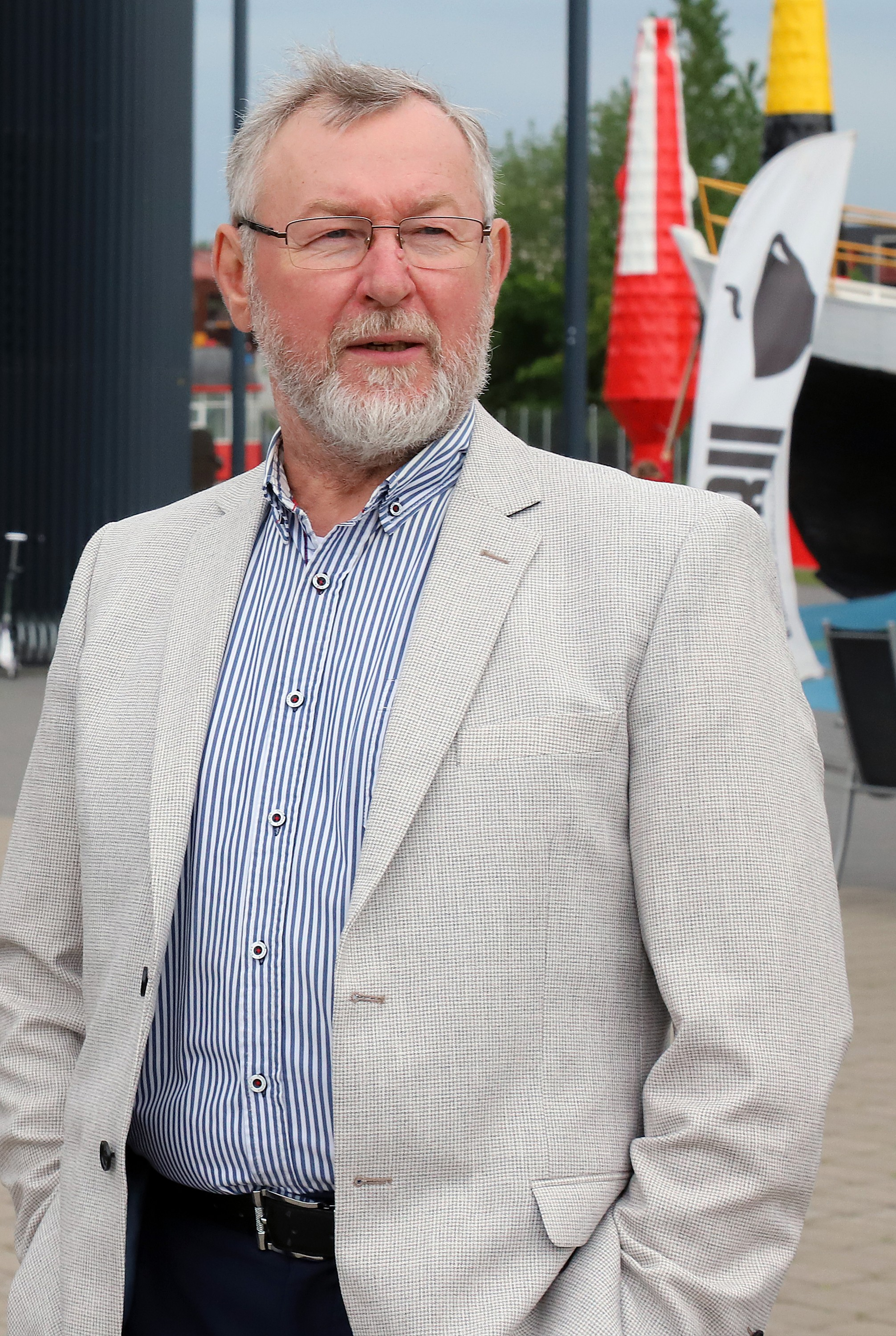
Tarmo Kõuts (2019)

Tarmo Kõuts (* 27. November 1953 in Pihtla, Saaremaa) ist ein estnischer Politiker und Offizier. In den Jahren 2000 bis 2006 war er Befehlshaber der estnischen Streitkräfte.

## Leben
Tarmo Kõuts wurde in Pihtla, auf der Insel Saaremaa (damals in der zur Sowjetunion gehörenden Estnischen Sozialistischen Sowjetrepublik) geboren. Nach Schul- (1961–1969) und Berufsausbildung (1969–1973) fing er 1973 an als Seemann zu arbeiten. Während der Tätigkeit für ein Unternehmen aus seinem Heimatland besuchte er von 1978 bis 1985 eine Marineschule in Kaliningrad, wo er zum Nautischen Offizier ausgebildet wurde.
Nachdem er in den nächsten Jahren als Offizier und Kapitän gearbeitet hatte, war er von 1990 bis 1993 Direktor der Estnischen Marineakademie in Tallinn. Anschließend wechselte er zu den Grenztruppen des wieder unabhängig gewordenen Estland, deren Direktor er bis zum Jahr 2000 war. Am 21. September 2000 wurde er zum militärischen Befehlshaber der Streitkräfte ernannt. Zwei Jahre später wurde Kõuts zum Vizeadmiral (estnisch: viitseadmiral) befördert. Nachdem er bereits im August 2006 seinen Rücktritt eingereicht hatte, wurde er am 14. November 2006 von den Aufgaben als Befehlshaber entbunden und beendete seine Militärkarriere.
Wie zuvor angekündigt wechselte er in die Politik und wurde bei der Parlamentswahl 2007 als Vertreter der Isamaa ja Res Publica Liit (IRL) in das  estnische Parlament (Riigikogu) gewählt. Bei der Aufstellung der Kandidaten für die Wahl 2011 wurde er von der IRL nicht mehr berücksichtigt und schied, nach nur einer Legislaturperiode, aus dem Parlament aus.
Tarmo Kõuts ist verheiratet und Vater eines erwachsenen Sohnes. Neben seiner Muttersprache beherrscht er auch Russisch, Englisch, Deutsch und Finnisch. Zu seinen persönlichen Interessen zählen Angeln, Jagen und Segeln.

## Auszeichnungen
Tarmo Kõuts erhielt folgende staatliche Auszeichnungen:
|  | II. Klasse des Ordens des Adlerkreuzes (1998)      |
|  | Großkreuz des Norwegischen Verdienstordens (2002)  |
|  | I. Klasse des Westhard-Ordens (2005)               |
|  | II. Klasse des Ordens des Staatswappens (2005)     |
|  | Großkreuz des Ordens des Löwen von Finnland (2006) |